# Караагаш (могильник)
Караагаш (каз. Қараағаш) — комплекс древних захоронений в Жанааркинском районе Карагандинской области Казахстана. Состоит из нескольких курганов диаметром от 2 до 15 м и высотой от 1 до 4,5 м.
Некрополь Караагаш открыт и впервые исследован в 1904 году А. Козыревым и А. Петровским. В ходе исследования раскопкам подвергся один из наиболее крупных курганов, диаметром 10,5 м и высотой 35 М. На глубине 1 м были раскопаны каменная скульптура и саркофаг. Рядом с погребением были обнаружены скелет лошади, предметы быта и украшения: золотая диадема, две серёжки с камнями, золотой браслет с камнями, бусы (16 шт.), золотая тесьма, узорчатая посуда и др. Найденные предметы датируются VI—IV вв. до н. э.